# Marcus Grönholm

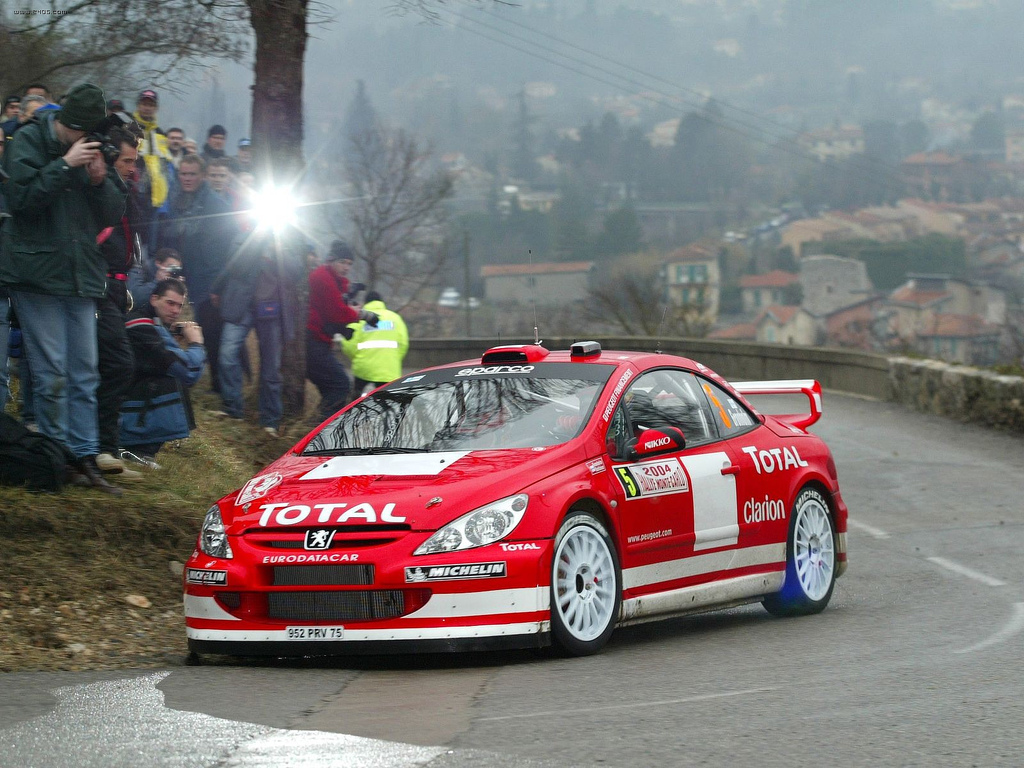
Marcus Grönholm conduint el seu Peugeot 206 WRC en el Ral·li Monte-Carlo

Marcus Grönholm (Kauniainen, Finlàndia, 5 de febrer del 1968,) és un corredor finès de ral·lis. Va guanyar el Campionat Mundial de Ral·lis el 2000 i el 2002. Al llarg de la seva trajectòria Grönholm va guanyar 30 ral·lis i va obtenir 61 podis.

## Trajectòria

### Inicis
Grönholm s'inicia als ral·lis l'any 1987, aconseguint guanyar el Campionat de Finlàndia de Ral·lis del Grup N l'any 1991 i el absolut els anys 1994, 1996 i 1997.
La seva primera participació en un ral·li del Campionat Mundial és l'any 1989 al Ral·li de Finlàndia.
Durant la dècada del 1990 va ser pilot de Toyota per ral·lis puntuals i per conseqüent, va conduir un Toyota Celica i un Toyota Corolla WRC.

### Peugeot (1999-2005)
El 1999 va passar a l'equip Peugeot, on va començar el seu èxit a partir de l'any 2000, quan disputa el Mundial en la seva totalitat. Precisament va guanyar el seu primer ral·li l'any 2000 pilotant el Peugeot 206 WRC al Ral·li de Suècia. Aquell any guanyaria tres ral·lis més, aconseguint alçar-se amb el títol mundial.
Després, va intentar defensar el títol el 2001, però una sèrie de problemes mecànics van fer que quedés a la quarta posició. Tot i això, el 2002 va tornar a guanyar diverses proves i va aconseguir fàcilment el seu segon títol Mundial.
Al finalitzar la temporada 2005, on Grönholm va quedar tercer, Peugeot decideix deixar de participar al Campionat Mundial, amb el qual es queda sense equip.

### Ford (2006-2007)

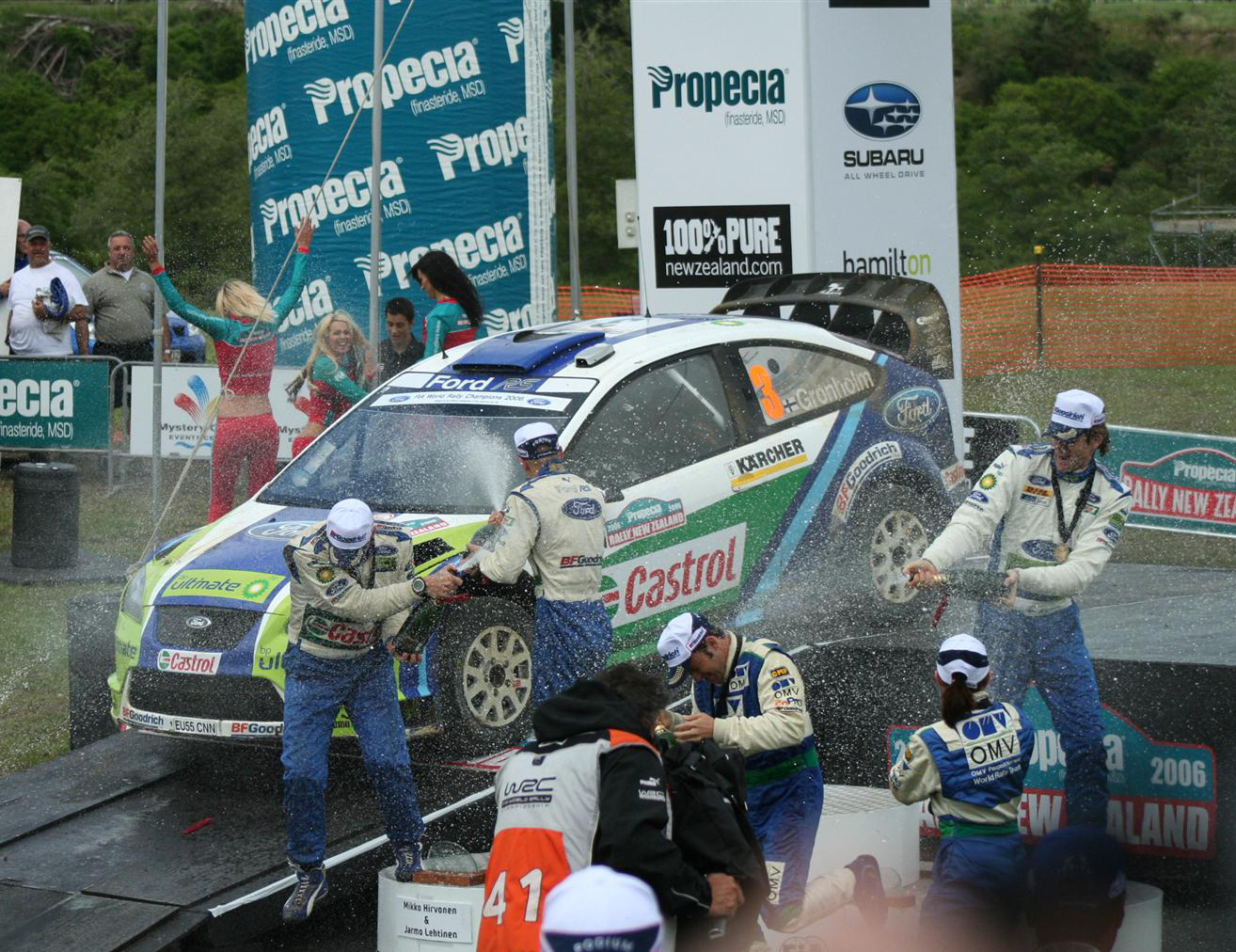
Marcus Grönholm celebrant la seva victòria al ral·li de Nova Zelanda del 2006 amb l'equip Ford

El 2006, Grönholm va canviar d'equip i va passar a Ford, on va conduir el nou Ford Focus WRC. En el seu debut va guanyar el Ral·li Monte-Carlo, superant a Sébastien Loeb. Aquella temporada aconseguiria 7 victòries, però quedaria subcampió, a tan sols un punt del guanyador Sébastien Loeb.
La temporada 2007 es tornaria a repetir el guió amb un Grönholm vencedor de 5 ral·lis, però de nou subcampió mundial per darrere de Loeb. Al finalitzar aquella temporada el pilot anuncia la seva retirada.

### Aparicions posteriors
L'any 2009 disputa el Ral·li de Portugal amb un Subaru Impreza WRC2008 que havia ajudat a desenvolupar després de la seva retirada.
Posteriorment, l'any 2010 pren part del Ral·li de Suècia amb un Ford Focus RS WRC 08 del equip M-Sport, repetint experiència al Ral·li de Suècia de l'any 2019 amb un Toyota Yaris WRC del equip oficial, anunciant el seu adèu definitiu a la seva conclusió.

## Victòries al WRC
| Núm. vict. | Ral·li                     | Any                                      |
| ---------- | -------------------------- | ---------------------------------------- |
| 7          | Ral·li de Finlàndia        | 2000, 2001, 2002, 2004, 2005, 2006, 2007 |
| 5          | Ral·li de Suècia           | 2000, 2002, 2003, 2006, 2007             |
| 5          | Ral·li de Nova Zelanda     | 2000, 2002, 2003, 2006, 2007             |
| 3          | Ral·li d'Austràlia         | 2000, 2001, 2002                         |
| 2          | Ral·li de la Gran Bretanya | 2001, 2006                               |
| 2          | Ral·li Acròpolis           | 2006, 2007                               |
| 1          | Ral·li de Xipre            | 2002                                     |
| 1          | Ral·li de l'Argentina      | 2003                                     |
| 1          | Ral·li del Japó            | 2005                                     |
| 1          | Ral·li de Monte-Carlo      | 2006                                     |
| 1          | Ral·li de Turquia          | 2006                                     |
| 1          | Ral·li de Sardenya         | 2007                                     |